# 檄！帝國華擊團
檄！帝國華擊團（日语：／ Geki! Teikoku Kagekidan），簡稱「檄帝」（日语： Gekitei），是一首日語歌曲，為1996年日本電子遊戲《櫻花大戰》（サクラ大戦）及其衍生動畫作品的主題曲，為櫻花大戰系列最具代表性的歌曲，多年來衍生出多個版本。由田中公平作曲，廣井王子作詞，最初版本由橫山智佐及帝國歌劇團演唱。

## 創作與製作
1996年遊戲公司世嘉及Red Company推出電子遊戲《櫻花大戰》，遊戲策劃者廣井王子以寶塚歌劇團為靈感，構思出以「太正時代」的「帝都」（影射日本大正時代的東京）為虛構背景的故事，講述主角真宮寺櫻（真宮寺さくら）等少女所屬的「帝國歌劇團」表面上是演出團體，實際上是對抗魔物的防衛組織「帝國華擊團」（「歌劇團」與「華擊團」在日語中同音），她們以自身武術等技能及駕駛機械人與魔物戰鬥。由於以歌劇團為題材，此遊戲的音樂元素頗多，其配樂被視為經典，而檄！帝國華擊團就是其中的主題曲。據負責配樂的田中公平憶述，《櫻花大戰》源於他與廣井王子兩人的某個計劃，後有Red Company的職員向他們提出一份模擬遊戲的計劃書，此計劃書與兩人關於音樂劇的想法結合成遊戲的雛型，在遊戲籌劃之初他們向世嘉發表方案，但不被看好，直至他們錄製了這首檄！帝國華擊團及後來作為插曲的花開少女，成功說服世嘉投資。
檄！帝國華擊團由田中公平作曲，廣井王子作詞，根岸貴幸編曲，最初版本由真宮寺櫻的配音員橫山智佐及帝國歌劇團演唱。時長3分01秒，以
拍的E小調創作，每分鐘143拍。田中公平以作曲速度見稱，曾傳言他用15分鐘作成此曲。田中公平曾稱創作《櫻花大戰》的音樂時，他們定調為「用現代手法置換並重譜被留存在大正及昭和的日本旋律」。歌詞展示少女們堅強不屈的精神，如（以鋼鐵武裝到心底的少女們）。副歌歌詞（奔跑吧 有著光速的帝國華擊團 吼叫吧 教人震驚的帝國華擊團）在後來的改詞版本中多被修改。
此歌亦是遊戲所衍生的第1期動畫OVA《櫻花大戰 櫻華絢爛》（1997-1998年發行）之片頭曲。系列續作大多採用此歌的衍生版本為主題曲。

## 發行
最初版本於1996年12月18日以單曲形式發行，B面為此歌的卡拉OK純音樂版。部分衍生版本曾獨立以單曲發行，部分只收錄於音樂專輯（詳情見下）。
由於演變出諸多版本，於2006年曾推出專門收錄此歌不同版本的專輯《檄！帝國華擊團》（檄！帝国華撃団全集）。

## 迴響
最初版本之單曲在Oricon公信榜單曲排名中最高為15位。該系列第4作《櫻花大戰4 ～戀愛吧少女～》的歌曲專輯《櫻花大戰4 ～戀愛吧少女～全曲集～檄！帝～最終章》（サクラ大戦4 ～恋せよ乙女～ 全曲集 檄！帝 ～最終章），獲得2003年第17屆日本金唱片大獎的年度動畫專輯獎（Animation Album of the Year），頒獎禮上由橫山智佐等配音員演唱此歌。
此歌為系列中最具代表性的歌曲，亦是日本動畫界的名曲之一，甚至有指此歌比遊戲系列本身更為知名。
此歌亦被採用為日本棒球聯賽的應援歌。世嘉母公司世嘉飒美控股的業餘棒球隊「世嘉颯美硬式棒球社」（セガサミー硬式野球部）應援團現場演奏此歌作為擊球員進場音樂，及得分時的慶祝音樂，將副歌歌詞中的改為（世嘉颯美棒球隊）。2021年此歌亦被採用為職業棒球隊歐力士野牛球員福田周平的進場音樂，成為話題（直接播放，未有修改歌詞）。

## 衍生歌曲

### 系列中重新演繹版本
- 檄！帝國華擊團（改）：
1998年系列續作遊戲《櫻花大戰2 ～願君平安～》主題曲，及1999-2000年第2期動畫OVA《櫻花大戰 轟華絢爛》之第1片頭曲，主唱為橫山智佐、角色神崎堇（神崎すみれ）的配音員富澤美智惠、瑪麗亞（マリア）的配音員高乃麗[9][20]（單曲資料中則以帝國歌劇團名義）。1998年4月17日以單曲形式發行。[21]
- 檄！帝國華擊團（改II）：
《櫻花大戰 轟華絢爛》之第2片頭曲，主唱為角色李紅蘭的配音員渕崎有里子、愛麗絲（アイリス）的配音員西原久美子、桐島康娜（桐島カンナ）的配音員田中真弓。[22]
- ：
2000年電視版動畫《櫻花大戰》片頭曲，同由橫山智佐及帝國歌劇團演唱[9]。2000年4月19日以單曲形式發行。[23]
- 檄！帝國華擊團III：
2001年系列續作遊戲《櫻花大戰3 ～巴黎在燃燒嗎～》之第2主題曲。該作改以巴黎的巴里華擊團（日语：巴里華撃団）為背景，此第2主題曲仍由帝國華擊團成員之配音員們合唱。[9][24]

### 編曲明顯變化版本
- 檄帝音頭：
電視動畫版第13-20話片尾曲，編曲模仿盆踊風格的音頭（日语：音頭）樂曲，由桐島康娜（桐島カンナ）的配音員田中真弓演唱[9]。2000年7月5日以單曲形式發行。[25][26]
- Euro檄帝[9]：
2001年《帝國歌劇團・花組 新春歌謠秀》（帝国歌劇団・花組 2004年新春歌謡ショウ）的劇中歌，以歐陸節拍風格混音。2001年1月11日以單曲形式發行。[27]

### 歌詞修改版本
- 帝國華擊團成員的人物設定多數有著外國血統，2004年《帝國歌劇團・花組 新春歌謠秀》安排七名角色演唱自身種族語言版本的檄！帝國華擊團，部分歌詞及部分獨白修改為各角色相關外語，而日本出身的角色則以地方方言口音演唱，各版本詳列如下：[28][9]
  - ：真宮寺櫻的仙台方言仙台弁（日语：仙台弁）版本，配音員橫山智佐演唱。
  - ：瑪麗亞的俄語版本，配音員高乃麗演唱。
  - ：愛麗絲的法語版本，配音員西原久美子演唱。
  - ：李紅蘭的中國語（標準漢語）版本，配音員渕崎有里子演唱。
  - ：桐島康娜的沖繩弁版本，配音員田中真弓演唱。
  - ：織姬的意大利語版本，配音員岡本麻彌演唱。
  - ：雷尼（レニ）的德語版本，配音員伊倉一惠演唱。
- 世嘉颯美硬式棒球部的應援歌（見上）。

### 大幅改編版本
- 檄！帝～最終章（Finale）：
2002年系列續作遊戲《櫻花大戰4 ～戀愛吧少女～》主題曲，主唱為男主角大神一郎[註 3]的配音員陶山章央[24][9]，為檄！帝國華擊團及《櫻花大戰3 ～巴黎在燃燒嗎～》第1主題曲御旗之下的結合，最後一段副歌中的「帝國華擊團」變為「大神華擊團」（即帝國華擊團與巴里華擊團全員），全員和音。
- 檄！帝國華擊團＜新章＞：
系列沉寂十多年後，於2019年推出的續作遊戲《新櫻花大戰》之主題曲，簡稱「新檄帝」（新ゲキテイ），創作班底仍是田中公平及廣井王子。故事講述十二年後新一代的帝國華擊團。此歌由新女主角天宮櫻（天宮さくら）的配音員佐倉綾音[3][29][30][31][7]，聯同其他隊員包括東雲初穗（東雲初穂）的配音員內田真禮、望月薊（望月あざみ）的配音員山村響、安娜史塔西亞・帕爾馬（アナスタシア・パルマ）的配音員福原綾香、庫拉麗絲（クラリス）的配音員早見沙織合唱[24][註 7]。此歌以舊版檄！帝國華擊團為藍本，一部分曲詞沿用舊版，一部分曲詞則為新作[3]。前奏、間奏及尾奏主要沿用舊版，編曲上前奏及尾奏加入了一小段小號演奏，由著名日裔小號演奏家Eric宮城（日语：エリック・ミヤシロ）負責[1][8]。間奏開始的一小段則加入了初代插曲花開少女的旋律，由篠笛演奏[32]。副歌亦沿用舊版，最後一段歌詞改為（夢想重燃的帝國華擊團 我等新一章的帝國華擊團），以作點題[32]。舊版在當時已屬節奏明快[13]，因應新時代動畫歌曲的趨勢，新章比舊版節奏更快[1][2]。[註 8]
- 帝都狂亂綻放時：
《新櫻花大戰》反派角色夜叉的歌曲，配音員及演唱者為聲演初代女主角的橫山智佐。歌詞方面由石井二郎按照檄！帝國華擊團的歌詞改編而成，將原來的正面意義扭轉為負面；旋律方面由田中公平作重寫，如將A主歌部分略為加重，改成小眾化的曲調[註 9]，副歌更是將原有旋律顛倒而成，管弦樂部分由負責編曲的西木康友創作。風格黑暗沉重，田中公平以（反面的檄帝）及（黑暗的檄帝）等語形容它。[33]

## 系列外翻唱版本
- 中川翔子翻唱專輯《「TOKYO SHOKO☆LAND 2014 〜RPG的 未知之記憶〜」小翔子☆Cover番外篇》（「TOKYO SHOKO☆LAND 2014 〜RPG的 未知の記憶〜」しょこたん☆かばー番外編），此專輯為紀念中川翔子同名之演唱會而推出，該演唱會由田中公平擔任音樂監督，專輯收錄了多首其創作的動畫歌曲之翻唱版本，包括此歌。[34]
- 電視動畫《不起眼女主角培育法♭》五名女主角的配音員安野希世乃、大西沙織、茅野愛衣、矢作紗友里、赤崎千夏合唱此歌，收錄於2017年發行的動畫DVD或藍光碟第一卷所附之限定版特典CD中。[35]
- 跨媒體企劃《BanG Dream!》的角色丸山彩的配音員前島亞美、弦卷心（弦巻こころ） 的配音員伊藤美來，與配音員樂團Poppin'Party合唱此歌，收錄於2019年翻唱專輯《BanG Dream! 少女樂團派對! Cover Collection Vol.2》（バンドリ！ ガールズバンドパーティ！ カバーコレクション Vol.2）[36] ，亦被用於相關的音樂手機遊戲《BanG Dream! 少女樂團派對》[37]。
- 彩虹社旗下的虛擬Youtuber Ange Katrina（アンジュ・カトリーナ）、Dola（ドーラ） 、早瀨走、Levi Elipha（レヴィ・エリファ）合唱此歌，收錄於2020年翻唱專輯《Prismatic Colors》所附之特典CD。[38]
- 年邁的日本民歌組合Billy BanBan（日语：ビリー・バンバン）成員菅原進在網絡平台及音樂節目上，以抒情緩慢風格重新演繹動畫歌曲，引起注意，其中包括此歌[39]，並由二胡演奏家中西桐子伴奏。

## 備註
1. 1 2 3  作品中的歌劇團名稱，現實中是由作品裡一眾配音員組成，曾舉行稱為「歌謠秀」的歌舞演出多年，開創配音員演出之先河[3]。帝國歌劇團在此歌最初版本中只負責和音。
2. ↑  歌曲原文為，是1997年單曲「花開少女」的收錄曲。
3. 1 2  男主角大神一郎是遊戲中由玩家第一身扮演的角色，與眾女角有戀愛元素。
4. ↑  按動畫《櫻花大戰 櫻華絢爛》之版本。
5. ↑  按媒體翻譯，原文為。
6. ↑  有指福田周平在業餘球隊時期遇上此歌作為應援歌，從而影響他選用此歌。
7. ↑  舞台劇版則由演員關根優那等人演出及現場演唱[8]，有別於以往帝國歌劇團歌謠秀由配音員演出。
8. ↑  該系列於2020年推出手機遊戲《櫻花革命～綻放的少女們～》，在歌曲方面，田中公平等人選擇完全重新創作[12]。但該遊戲推出不到半年便結束營運，失敗收場。
9. ↑  「小眾化的曲調」原文為，網絡上有翻譯文譯為D小調，疑非正確。